# Роско Танер
Роско Танер (енгл. Roscoe Tanner; 15. октобар 1951) је бивши амерички тенисер.
Најпознатији по томе што је 1977. године освојио титулу на једном од два Аустралијан Опена одржана те године, као и по томе што је на турниру у Палм Спрингсу 1978. са 237 кm/h поставио рекорд у брзини сервиса.
Професионалну каријеру је започео 1972. године. Истакао се брзином свог сервиса, због које је стекао надимак The Rocket (Ракета), а његов рекорд из Палм Спрингса неће бити оборен све до 2004. године (када га је срушио Енди Родик). Године 1979. је у финалу Вимблдона изгубио од Бјорна Борга у занимљивом мечу од пет сетова, првом икада директно преношеном за америчку телевизију.
Након завршетка професионалне каријере 1985. године, Танер који има петоро деце из три брака, је дошао на странице црне хронике због оптужби за преваре и неплаћање алиментације. Године 2003. је ухапшен у Немачкој и изручен у САД где је осуђен на две године затвора условно, а потом, након кршења услова, смештен у затвор одакле је изашао после годину дана због доброг владања.

## Гренд слем финала

### Појединачно 2 (1:1)
| Исход     | Година | Турнир                        | Подлога | Противник     | Резултат                   |
| Победник  | 1977   | Отворено првенство Аустралије | Тврда   | Гиљермо Вилас | 6–3, 6–3, 6–3              |
| Финалиста | 1979   | Вимблдон                      | Трава   | Бјерн Борг    | 7–6(4), 1–6, 6–3, 3–6, 4–6 |